# Ana Beatriz Correa
Ana Beatriz Silva Correa (Sorocaba, 7 de fevereiro de 1992) é uma voleibolista indoor brasileira que atua na posição de Central, com marca de alcance de 298 cm no ataque e 292 no bloqueio, representa a equipe de voleibol do  Osasco Voleibol Clube e também a seleção feminina de voleibol brasileira conquistando a medalha de ouro no Campeonato Sul-Americano Infanto Juvenil de 2008 e na mesma categoria sagrou-se campeã no Mundial de 2009 na Tailândia, também ganhou ouro nos Campeonato Sul-Americano Juvenil nos anos de 2008 e 2010, respectivamente no Peru e Colômbia, foi medalhista de prata no Mundial Juvenil de 2011 no Peru e de bronze no México;pela seleção principal sagrou-se campeã o Grand Prix de 2017 na China e do Campeonato Sul-Americano no mesmo ano na Colômbia.Em clubes possui o vice-campeonato no Torneio Internacional Top Volley de 2012 na Suíça, também conquistou o bicampeonato no Campeonato Sul-Americano de Clubes nos anos de 2011 e 2014, ambos no Brasil, medalhista de bronze nos Mundiais de Clubes em 2011 e 2014, respectivamente, Qatar e Suíça.

## Carreira
Em 2006 competia pela categoria mirim do Finasa Osasco. No ano seguinte foi convocada para Seleção Brasileira pelo técnico Antônio Rizola Neto, categoria infantojuvenil, em preparação para o Campeonato Mundial da categoria, a ser cuja sede foi no México, nas cidades de Tijuana e Mexicali, vestiu a camisa#9 ocasião que encerrou na quinta posição geral, marcando 86 pontos e foi a sétima colocada entre as melhores bloqueadoras.
Recebeu convocação pelo técnico Almyr Ferreira  para Seleção Paulista também em 2007 na edição do Campeonato Brasileiro de Seleções, primeira divisão, realizado em Brusque, Santa catarina conquistando o título desta vez. Conquistou nesta temporada o título do Campeonato Metropolitano Infantil, Divisão Ouro, com grande atuação dela na final e campeã também na edição do Campeonato Paulista Infantil no mesmo ano.
Pelo Finasa Osasco foi semifinalista na edição dos Jogos Abertos do Interior de 2008 na cidade de Santo André, São Paulo; neste mesmo ano foi convocada para  categoria de base da Seleção Brasileira, representando-a em duas categorias, a primeira na conquista da medalha de ouro no Campeonato Sul-Americano Infantojuvenil, sediado em Lima e e e seguida disputou o Campeonato Sul-Americano Juvenil em Lima,Peru, e obteve a medalha de ouro.
Foi convocada pelo técnico Luizomar de Moura para disputar o Campeonato Mundial Infantojuvenil de 2009 em Nakhon Ratchasima-Tailândia, quando vestiu a camisa#9 e conquistou a medalha de ouro e foi premiada como a Melhor Bloqueadora da edição, mal festejou o êxito nesta categoria de base, na sequencia integrou o elenco juvenil da Seleção Brasileira para disputar o Campeonato Mundial Juvenil de 2009 nas cidades mexicanas de Tijuana e Mexicali, ocasião que vestia a camisa#9 e sagrou-se medalhista de bronze.
Em 2010 foi convocada pelo técnico Luizomar de Moura para Seleção Brasileira para disputar a edição do Campeonato Sul-Americano Juvenil na cidade colombiana de Envigado, e conquistou a medalha de ouro e no ano seguinte recebeu convocação para Seleção Brasileira para disputar a edição do Campeonato Mundial Juvenil de 2011, sediado nas cidades peruanas de Lima e Trujillo, vestindo a camisa#9 ocasião que conquistou a medalha de prata, finalizando na quarta colocação entre as melhores bloqueadoras.
Reforçou a equipe do Sollys/Osasco na conquista da medalha de ouro no Campeonato Sul-Americano de Clubes de 2011 sediado  em Osasco, Brasil, vestindo a camisa#11 disputou e conquistou a medalha de bronze no Campeonato Mundial de Clubes de 2011, este sediado em Doha-Qatar. Ainda em 2011 foi vice-campeã paulista de 2011 e conquistou o título da Superliga Brasileira A 2011-12.
Contratada pelo Sesi-SP para temporada 2012-13 conquistou sob o comando do técnico  Talmo Oliveira o título da Copa São Paulo em 2012 e no mesmo ano o bronze no Campeonato Paulista; e nesta jornada competiu no primeiro torneio internacional do clube, ou seja, a edição do Top Volley de 2012 na Suíça, ocasião que terminou com a medalha de prata. encerrou nessa temporada na quarta posição na correspondente Superliga Brasileira A.
Em 2013 o técnico José Roberto Guimarães a convocou para a Seleção Brasileira visando os treinamentos para disputar o Montreux Volley Masters na Suíça e foi inscrita na edição do  Grand Prix de 2013.
Na jornada esportiva 2013-14 atuando pelo Sesi-SP obtendo o título da Copa São Paulo de 2013 e o vice-campeonato paulista de 2013, mesma colocação obtida na Copa Brasil de 2014 em Maringá-Paraná qualificando a equipe para o Campeonato Sul-Americano de Clubes de 2014 e disputou tal competição sediada em Osasco conquistando mais um título e na sequencia disputou o Campeonato Mundial de Clubes de 2014 sediado na Zurique, Suíça e foi semifinalista nesta edição, conquistando a medalha de bronze e foi a segunda colocada entre as melhores bloqueadoras da edição e avançou as finais da Superliga Brasileira A 2013-14 obtendo vice-campeonato.
Em sua terceira temporada consecutiva no Sesi-SP sagrou-se vice-campeã da Copa São Paulo em 2014 e disputou a Superliga Brasileira 2014-15 encerrando com o bronze. Em 2015 disputou  Copa Banco do Brasil  cuja finais ocorreu Cuiabá, conquistou o vice-campeonato  nesta edição.
Encaminhou-se para quarta jornada consecutiva atuando pelo Sesi-SP, sagrando-se vice-campeã do Campeonato Paulista de 2015 e disputou a Superliga Brasileira A 2015-16 finalizando na sétima colocação, edição na qual registrou 170 pontos, destes 115 foram de ataques, 9 de saques e 46 de bloqueios; nesta temporada ainda disputou a Copa Brasil de 2016 em Campinas, não avançando as semifinais.
No período das competições 2016-17 foi anunciada como contratação do Vôlei Nestlé Osasco obtendo o vice-campeonato da Copa São Paulo de 2016 e conquistou o título do Campeonato Paulista de 2016 e sagrou-se vice-campeã da correspondente Superliga Brasileira A e foi semifinalista da edição da Copa Brasil de 2017, em Campinas.
Ainda em 2017 disputou a edição do Campeonato Mundial de Clubes em Kobi, Japão, e vestindo a camisa#20 finalizou na sexta colocação. E neste mesmo ano foi convocada para Seleção Brasileira e disputou edição do Grand Prix de 2017, cuja fase final ocorreu em Nanquim,China conquistando o título da última edição com esta nomenclatura e integrou a seleção do campeonato como a Primeira Melhor Central; na sequência disputou o Campeonato Sul-Americano de 2017 em Cáli, Colômbia, conquistando mais um título pelo Brasil.

## Títulos e resultados
- Copa Brasil:2014[42]
- Copa Brasil:2015[52]
- Superliga Brasileira A:2011-12[32]
- Superliga Brasileira A:2013-14[47] 2016-17[60]
- Superliga Brasileira A:2014-15[51]
- Superliga Brasileira A:2012-13[37]
- Campeonato Paulista:2016[59]
- Campeonato Paulista:2011[31] e 2013,[41] 2015[53]
- Campeonato Paulista:2012[35]
- Copa São Paulo:2012[34] 2013[40]
- Copa São Paulo:2014[49] e 2016[58]
- Campeonato Brasileiro de Seleções Juvenil (Divisão Especial):2007[11]
- Campeonato Paulista Infantil (Divisão Especial):2007[13]
- Campeonato Metropolitano Paulista Infantil (Divisão Ouro):2007[12]

## Premiações individuais
- 1ª Melhor Central do Grand Prix de 2017[67]
- Melhor Bloqueadora do Campeonato Mundial Infantojuvenil de 2009[20]
- Melhora bloqueadora da Superliga Brasileira de Voleibol Feminino de 2017–18 - Série A
- 1° Melhor Central da Liga das Nações de Voleibol Feminino de 2019
- 2° Melhor Central do Campeonato Sul-Americano de Voleibol Feminino de 2019